# ヘンリー・ヒメネス
ヘンリー・ダミアン・ヒメネス・バエス（Henry Damián Giménez Báez, 1986年3月13日 - ）は、ウルグアイ・ドゥラスノ出身の元同国代表サッカー選手。ウラカンFC所属。ポジションはフォワード。イタリアのパスポートも保有している。

## 経歴
ウルグアイのCAリーベル・プレート時代には、2009年のコパ・スダメリカーナ準決勝進出に貢献。
2009年夏、イタリアのボローニャFCに移籍。当初はレンタルだったが、後にボローニャが全保有権を買い取った。2013年1月、セリエBのUSグロッセートFCへレンタル移籍。2014年1月15日、ナシオナル・モンテビデオにレンタルで加入し、5年振りに母国に復帰した。
2016年11月2日から同年末までマルタ・プレミアリーグのグジーラ・ユナイテッドFCでプレー。
2017年2月9日、セグンダ・ディビシオン・プロフェシオナルのデポルティーボ・マルドナドに加入することが発表された。翌年3月より、同リーグのクルブ・オリエンタル・デ・フットボールでプレーする。

## 代表歴
2008年に代表選出経験がある。